# Jana Prausová
Jana Prausová (* 1956 Praha) je česká lékařka – onkoložka, od 1. října 1990 je primářkou Onkologického oddělení Fakultní nemocnice Motol a současně je vedoucím lékařem Komplexního onkologického centra FN Motol. Je také odbornou asistentkou katedry klinické onkologie 2. lékařské fakulty Univerzity Karlovy v Praze.
V roce 1981 absolvovala Fakultu všeobecného lékařství Univerzity Karlovy. Je předsedkyní České onkologické společnosti.

## Život
Narodila se v Praze roku 1956 a do roku 1971 chodila na Základní devítiletou školu v ulici U Santošky na Praze 5. Poté nastoupila na Gymnázium Na Zatlance, které v roce 1975 zakončila maturitou. V roce 1981 absolvovala Fakultu všeobecného lékařství Univerzity Karlovy.
Následně v roce 1985 získala atestaci I. stupně v oboru radioterapie, o pět let později pak atestaci II. stupně v oboru radioterapie. V roce 2000 pak získala nástavbovou atestaci v oboru klinická onkologie. V roce 2005 získala titul MBA a v roce 2008 obhájila doktorskou disertační práci v rámci postgraduálního studia v kombinované formě na UK 2. LF v doktorském studijním programu Preventivní medicína získala tak titul Ph.D.
Vdala se za Jana Prause, technického ředitele firmy Sun Chemical.